# James Bond (ornitolog)

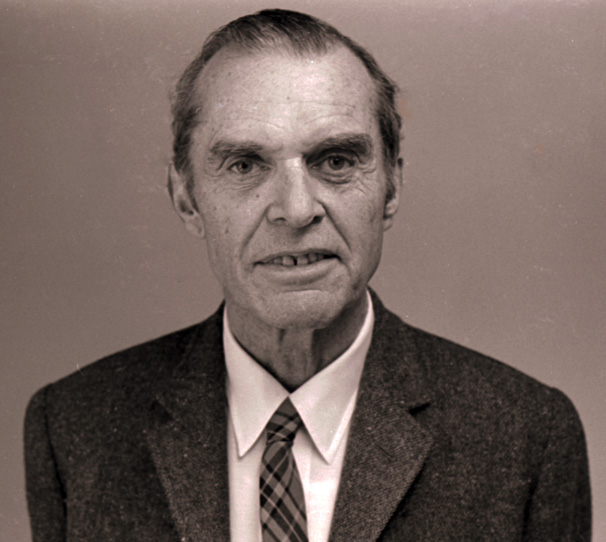
James Bond

James Bond (ur. 4 stycznia 1900 w Filadelfii, zm. 14 lutego 1989 tamże) – amerykański ornitolog. Jego imię i nazwisko zostało wykorzystane przez pisarza Iana Fleminga do nazwania tak bohatera swoich szpiegowskich powieści.
Bond urodził się w Filadelfii. Uczył się w Delancey School, a następnie w prestiżowej St. Paul’s School w Concord, New Hampshire. Po śmierci matki razem z ojcem przeniósł się do Wielkiej Brytanii, gdzie uczył się w Harrow a potem studiował w Cambridge. Łącznie spędził tam osiem lat. 
Początkowo pracował w wydziale wymiany zagranicznej Pennsylvania Company, ale po niespełna trzech latach porzucił to zajęcie na rzecz nauk przyrodniczych. Razem z Rodolphem Meyerem de Schauensee odbył ekspedycję przyrodniczą wzdłuż Amazonki, i opracował część zebranej kolekcji ptaków Peru i Boliwii. Pracował jako ornitolog w tamtejszej Akademii Nauk Przyrodniczych (Academy of Natural Sciences) i został kustoszem zbioru ornitofauny. Od 1923 roku należał do American Ornithologists’ Union. Specjalizował się w ptakach Karaibów i opublikował w 1936 roku klasyczną monografię „Birds of the West Indies” (ISBN 0-618-00210-3).
W 1952 roku Institute of Jamaica przyznał Bondowi Musgrave Medal; dwa lata później American Ornithologists Union odznaczyła Bonda Brewster Medal, a w 1975 roku Academy of Natural Sciences wręczyła mu Leidy Medal. Zmarł po kilku latach walki z chorobą nowotworową w Chestnut Hill Hospital w Filadelfii w 1989 roku.
Mieszkający na Jamajce Ian Fleming, który był zapalonym obserwatorem ptaków i dobrze znał książkę Bonda, w 1953 roku nadał imię i nazwisko ornitologa stworzonemu przez siebie bohaterowi powieści „Casino Royale”, podobno dlatego, że brzmiały „tak zwyczajnie jak to tylko możliwe”. W liście do żony Bonda Fleming napisał: „uderzyło mnie, że to krótkie, nieromantyczne, anglo-saksońskie i do tego bardzo męskie nazwisko było tym, czego potrzebowałem, i tak narodził się drugi James Bond”. Kontaktował się też z samym Bondem, który zgodził się na takie wykorzystanie swojego imienia i nazwiska („Fine with it.”).
W filmie o Bondzie z 2002 roku Śmierć nadejdzie jutro jest scena, w której agent 007 (Pierce Brosnan) przegląda „Birds of the West Indies”; nazwisko autora książki na okładce jest zasłonięte.